# Anwar Yusuf Turani
Anwar Yusuf Turani (ou Anouar Youssouf Tourani, en ouïghour : ئەنۋەر يۈسۈپ تۇرانى ), né le 3 août 1962 à Artux, est un militant ouïghour du Mouvement d'indépendance du Turkestan oriental. En 2004, il met en place le gouvernement en exil du Turkestan oriental (ETGIE) dont il est élu Premier ministre,.

## Biographie

### Jeunesse
Né dans une famille marquée comme contre-révolutionnaire, nationaliste ouïghour et séparatiste par le gouvernement chinois, Turani grandit dans un camp de travail où il fait face à des difficultés économiques et à l'oppression politique. Il étudie à l'université de Kachgar où il est diplômé de physique en juillet 1983.

### Militantisme et exil
Turani arrive aux États-Unis le 12 août 1988, et devient le premier Ouïghour a bénéficier de l'asile politique. En 1995, il crée le Centre national de la liberté du Turkestan oriental (ETNFC), une organisation à but non lucratif de défense des droits de l'homme, basée à Washington.

### Centre national de la liberté du Turkestan oriental (ETNFC)
Comme président du Centre national de la liberté du Turkestan oriental, Turani a organisé des manifestations, des conférences et des événements culturels, concernant la situation du Turkestan oriental. Il a également rencontré de nombreuses personnalités internationales, dont le président américain Bill Clinton, le 14e dalaï-lama, chef du gouvernement tibétain en exil, et le président taïwanais Chen Shui-bian, dans le but d'obtenir leur soutien pour mettre fin à l'occupation de son pays. En avril 1996, Turani a rencontré le 14e dalaï-lama, forgeant une alliance entre le Turkestan oriental et le Tibet contre le gouvernement chinois. Plus tard ce même mois, Turani et les représentants du Tibet occupé et de la Mongolie-Intérieure ont organisé une Marche pour l'Indépendance de l'ambassade de Chine à Washington vers l'Organisation des Nations unies à New York. À la fin de la marche qui dura deux semaines, Turani a parlé devant le siège des Nations unies, dénonçant les violations des droits de l’homme au Turkestan oriental depuis 1949.

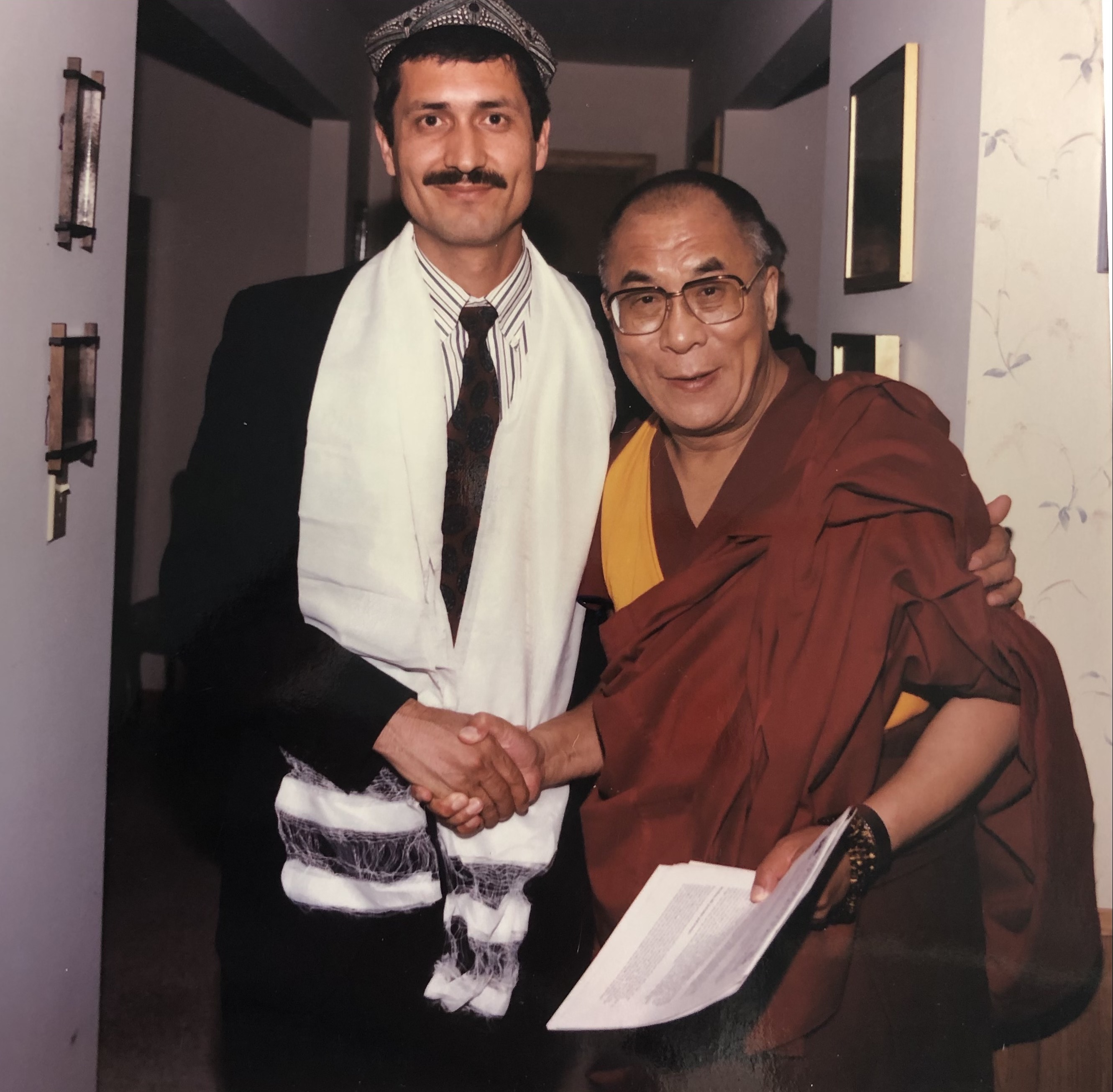
En avril 1996, Turani a rencontré le 14e dalaï-lama.

En juin 1996 avec le soutien du Mouvement pour l'indépendance du Tibet, Turani a coupé l'une des cinq étoiles du drapeau national de la Chine devant l'Organisation des Nations unies. Turani enlevé l'étoile comme un geste symbolique de l'aspiration de son peuple à se libérer de l'occupation chinoise.
En février 1998, Anwar Yusuf Turani a visité Taïwan à l'invitation de la Fédération mondiale des associations taïwanaises (World Federation of Taiwanese Associations (en)), avec Erkin Alptekin, le professeur Thupten Jigme Norbu, frère aîné du dalaï-lama ; Tashi Jamyangling, ancien secrétaire du ministère de l'Intérieur du gouvernement tibétain en exil, et Johnar Bache, vice-président du Parti du peuple mongol du Sud. Ils ont rencontré les  militants pour l'indépendance de Taïwan et des membres du Parti démocrate progressiste pro-indépendance, le président du Yuan législatif de Taïwan Liu Sung-pan (en), l'ancien président de Taïwan Chen Shui-bian, et le maire de Kaohsiung Frank Hsieh (en),.
Le 4 juin 1999, Turani a rencontré le président américain Bill Clinton afin de le convaincre de soutenir le mouvement pour l'indépendance du Turkestan oriental. Turani a dit Clinton que son pays est en faveur de mener une guerre d'indépendance contre la Chine,; des articles du gouvernement en exil du Turkestan continuent d'affirmer le "droit légitime de faire la guerre" contre la Chine. Turani a affirmé avoir été financé par des Ouïghours riches en Arabie saoudite.
Le 20 juillet 2001, Turani reçu une lettre du département d'État des États-Unis au nom du président George W. Bush en réponse à la lettre initiale de Turani concernant l'occupation chinoise du Turkestan oriental. Dans cette lettre, le gouvernement américain a exprimé sa volonté de protéger les « droits de l'homme fondamentaux - les droits à la liberté d'association, de réunion, de religion, de croyance, de conscience et d'expression - des Ouïghours et d'autres personnes vivant en Chine »[source secondaire nécessaire].

### Le gouvernement en exil du Turkestan oriental
Le 14 septembre 2004, Anwar Yusuf Turani a proclamé la création du « gouvernement en exil du Turkestan oriental » à Washington, et en a été élu premier ministre,. Le  porte-parole du ministère des Affaires étrangères de la Chine, Kong Quan, a publiquement exprimé son mécontentement, qualifiant ces groupes de terroristes de la région du Xinjiang,. En novembre, le gouvernement des États-Unis a déclaré qu'il « ne reconnaît aucun gouvernement en exil du Turkestan oriental, et ne fournit aucun support pour une telle entité ».
En 2007, Turani a critiqué la République populaire de Chine pour avoir emprisonné l'imam ouïghour Huseyincan Celil (en). Turani compara l'arrestation de Celil à celle de Rebiya Kadeer et théorisé que la Chine voulait utiliser Celil comme levier contre le Canada, où Celil avait sa nationalité,.
Depuis 2007 jusqu'à présent, Turani s'est penché sur les principales questions auxquelles le peuple du Turkestan oriental est confronté à la fois dans leur pays et à l'étranger. Turani publie régulièrement des communiqués de presse dans sa langue ouïghoure native pour éduquer au peuple ouïghour son histoire et la situation, et lui montrer un chemin vers son indépendance.
Récemment, Turani a opté pour une approche virale à travers le World Wide Web dans le but d'accroître la sensibilisation du public au Turkestan oriental. Turani dispose de deux chaînes YouTube avec plus de 150 vidéos sur la situation du Turkestan oriental,.